# Benedetto Ferruggia und Claudia Köhler

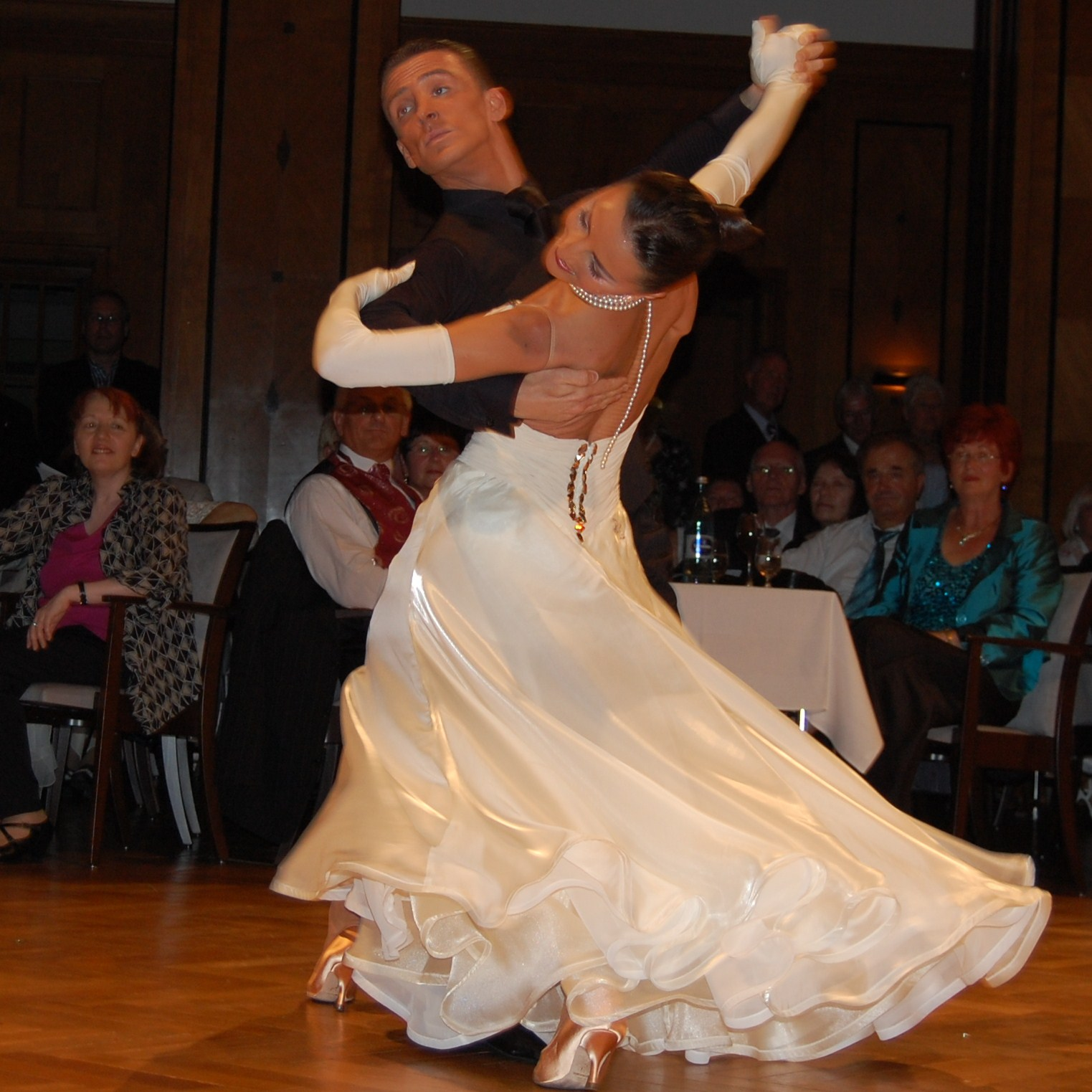
Benedetto Ferruggia und Claudia Köhler

Benedetto Ferruggia und Claudia Köhler sind seit 2004 ein deutsches Tanzsportpaar in den Standardtänzen. Das Paar tanzt für den TSC Astoria Stuttgart.
Sie begannen als Paar zusammen in der Jugend. Gemeinsam konnten sie nationale und internationale Erfolge erreichen. Als höchste nationale Auszeichnung für sportliche Spitzenleistungen zeichnete sie Bundespräsident Joachim Gauck am 12. Juni 2012 mit dem Silbernen Lorbeerblatt aus. Diese Ehrung erhielten sie aus der Hand von Bundesinnenminister Hans-Peter Friedrich, in Gegenwart von DOSB-Präsident und IOC-Vizepräsident Thomas Bach.
Am 3. November 2012 wurde ihnen im Rahmen der Deutschen Meisterschaft von DTV-Präsident Franz Allert die DTV Ehrenplakette verliehen, die höchste Auszeichnung im deutschen Tanzsport.
Benedetto Ferruggia ist in Palermo geboren und wurde mit Jana Pokrovskaya unter anderem Europameister in der Kombination (auch Zehn Tänze). Bis zur neuen Paarkonstellation 2004 tanzte die in Leipzig geborene Claudia Köhler mit Mark Friedmann. Im gleichen Jahr, in dem Ferruggia und Köhler ihre gemeinsame Laufbahn starteten, wurden sie bereits Deutsche Vizemeister in den Standardtänzen. Dadurch qualifizierten sie sich zur Teilnahme an den Europameisterschaften 2005, wo sie auf Anhieb auf Platz 4 kamen. 2009 wurden sie erstmals Europa- und Weltmeister und konnten bei den World Games in Kaoshiung (Taiwan) die Silbermedaille erringen. Bei diesen World Games konnten sie nur von dem Professional Paar Paolo Bosco / Sylvia Pitton (Italien) geschlagen werden. Bei den World Games 2013 in Cali (Kolumbien) wurden sie erneut für Deutschland nominiert und gewannen die Goldmedaille als weltbestes Tanzsportpaar in den Standardtänzen.  
Am 25. Februar 2013 verkündeten sie ihren Rücktritt vom Amateurtanzsport und gaben damit ihren Wechsel in das Profilager bekannt. Auch als Mitglied der DTV Professional Division starten sie national und international für den "TSC Astoria Stuttgart".

## Erfolge
Worldgames:
- 2009: Silbermedaille Standard, damit bestes Amateurpaar (in Kaoshiung, Taiwan)
- 2013: Goldmedaille Standard (in Cali, Kolumbien)

Weltmeisterschaften:
- 2009: Weltmeister Amateure Standard (in Aarhus, Dänemark)[4]
- 2010: Weltmeister Amateure Standard (in Wetzlar, Deutschland)
- 2012: Weltmeister Amateure Standard (in Melbourne, Australien)[5]
- 2014: Vize-Weltmeister Professionals Standard (in Nanjing, China)
- 2015: Weltmeister Professionals Standard (in Leipzig, Deutschland)

Europameisterschaften:
- 2009: Europameister Amateure Standard (in Megéve, Frankreich)
- 2010: Europameister Amateure Standard (in Moskau, Russische Föderation)
- 2011: Europameister Amateure Standard (in Kalisz, Polen)
- 2012: Europameister Amateure Standard (in Koblenz, Deutschland)
- 2014: Europameister Professionals Standard (in Magdeburg, Deutschland)

Deutsche Meisterschaften:
- 2007: Deutscher Meister Amateure Standard (in Zwickau)
- 2008: Deutscher Meister Amateure Standard (in Stuttgart)
- 2009: Deutscher Meister Amateure Standard (in Wetzlar)
- 2010: Deutscher Meister Amateure Standard (in Braunschweig)
- 2011: Deutscher Meister Amateure Standard (in Nürnberg)
- 2012: Deutscher Meister Amateure Standard (in Mülheim an der Ruhr)[6]